# AFC Champions League 2019
La AFC Champions League 2019 è stata la 38ª edizione della massima competizione calcistica per club dell'Asia. Il torneo è iniziato il 5 febbraio 2019 e si è concluso il 24 novembre 2019. L'Al-Hilal ha vinto la competizione per la terza volta nella propria storia battendo in finale l'Urawa Reds con il risultato complessivo di 3-0.

## Regolamento
Il 25 gennaio 2014 l'AFC ha comunicato l'intenzione di allargare il numero di squadre partecipanti alla AFC Champions League. Il 16 aprile 2014 l'AFC ha ratificato questa decisione. Le 46 federazioni partecipanti all'AFC Champions League (ad eccezione delle Marianne Settentrionali) sono classificate in base alle prestazioni sia della squadra nazionale sia dei singoli club negli ultimi quattro anni nelle competizioni AFC. La distribuzione dei posti nelle qualificazioni e nei gironi per le edizioni 2019 e 2020 è determinato dal ranking 2017:
- le federazioni sono distribuite in due zone:
  - zona ovest: Asia occidentale (WAFF), Asia centrale (CAFA) e Asia meridionale (SAFA)
  - zona est: Sud-est asiatico (AFF) e Asia orientale (EAFF)
- le prime 24 federazioni membri (12 per ciascuna zona) secondo il ranking AFC possono qualificare le loro squadre per la fase a gironi della AFC Champions League, se soddisfano i criteri della AFC Champions League;
- sia per la zona est sia per la zona ovest ci sono 12 posti a disposizione per la fase a gironi, con i restanti 4 posti occupati tramite playoff;
- le prime 6 federazioni sia lato est sia lato ovest qualificano le loro squadre alla fase a gironi, mentre le restanti federazioni passano attraverso i playoff:
  - le prime 2 federazioni qualificano 3 squadre alla fase a gironi e 1 ai playoff;
  - la terza e la quarta federazione qualificano 2 squadre alla fase a gironi e 2 ai playoff;
  - la quinta federazione qualifica 1 squadra alla fase a gironi e 2 ai playoff;
  - la sesta federazione qualifica 1 squadra alla fase a gironi e 1 ai playoff;
  - dalla settima alla dodicesima federazione qualificano una squadra ai playoff.
- Il massimo numero di squadre per ciascuna federazione è un terzo del numero delle squadre partecipanti alla massima serie nazionale (per esempio, all'Australia spettano massimo tre posti poiché la A-League australiana è composta di sole nove squadre).
- Se un'associazione rinuncia ai suoi slot diretti per la fase a gironi, essi vengono ridistribuiti all'associazione eleggibile con il ranking più alto, con ciascuna associazione limitata a un massimo di tre slot diretti.
- Se un'associazione rinuncia ai suoi slot per i playoff, essi vengono annullati e non ridistribuiti a un'altra associazione.

Il 15 dicembre 2017 l'AFC ha reso noti il ranking e le regole di allocazione dei posti nella fase a gironi e nei playoff della AFC Champions League.
| Valutazione per la AFC Champions League 2018 | Valutazione per la AFC Champions League 2018 |
| -------------------------------------------- | -------------------------------------------- |
|                                              | Rispetta i criteri                           |
|                                              | Non rispetta i criteri                       |

| Posizione | Posizione | Associazione        | Punti  | Slot          | Slot     | Slot            | Slot            |
| Posizione | Posizione | Associazione        | Punti  | Fase a Girone | Play-off | Play-off        | Play-off        |
| Regione   | AFC       | Associazione        | Punti  | Fase a Girone | Play-off | Turno Prelim. 2 | Turno Prelim. 1 |
| --------- | --------- | ------------------- | ------ | ------------- | -------- | --------------- | --------------- |
| 1         | 1         | Emirati Arabi Uniti | 95.940 | 3             | 1        | 0               | 0               |
| 2         | 4         | Arabia Saudita      | 84.269 | 3             | 1        | 0               | 0               |
| 3         | 6         | Qatar               | 82.407 | 2             | 2        | 0               | 0               |
| 4         | 7         | Iran                | 71.851 | 2             | 0        | 2               | 0               |
| 5         | 9         | Uzbekistan          | 43.305 | 1             | 0        | 2               | 0               |
| 6         | 11        | Iraq                | 42.141 | 1             | 0        | 1               | 0               |
| 7         | 12        | Tagikistan          | 30.725 | 0             | 0        | 1               | 0               |
| 8         | 15        | India               | 29.291 | 0             | 0        | 1               | 0               |
| 9         | 16        | Siria               | 28.983 | 0             | 0        | 0               | 0               |
| 10        | 18        | Giordania           | 25.649 | 0             | 0        | 0               | 1               |
| 11        | 19        | Kuwait              | 24.798 | 0             | 0        | 0               | 1               |
| 12        | 20        | Bahrain             | 24.337 | 0             | 0        | 0               | 0               |
| Totale    | Totale    | Totale              | Totale | 12            | 4        | 7               | 2               |
| Totale    | Totale    | Totale              | Totale | 12            | 13       |                 |                 |
| Totale    | Totale    | Totale              | Totale | 25            |          |                 |                 |

| Posizione | Posizione | Associazione  | Punti  | Slot          | Slot     | Slot            | Slot            |
| Posizione | Posizione | Associazione  | Punti  | Fase a Girone | Play-off | Play-off        | Play-off        |
| Regione   | AFC       | Associazione  | Punti  | Fase a Girone | Play-off | Turno Prelim. 2 | Turno Prelim. 1 |
| --------- | --------- | ------------- | ------ | ------------- | -------- | --------------- | --------------- |
| 1         | 2         | Corea del Sud | 87.480 | 3             | 1        | 0               | 0               |
| 2         | 3         | Cina          | 86.671 | 3             | 1        | 0               | 0               |
| 3         | 5         | Giappone      | 83.464 | 2             | 2        | 0               | 0               |
| 4         | 8         | Australia     | 64.752 | 2             | 0        | 1               | 0               |
| 5         | 10        | Thailandia    | 42.568 | 1             | 0        | 2               | 0               |
| 6         | 13        | Malaysia      | 29.566 | 1             | 0        | 1               | 0               |
| 7         | 14        | Hong Kong     | 29.300 | 0             | 0        | 1               | 0               |
| 8         | 17        | Vietnam       | 27.426 | 0             | 0        | 1               | 0               |
| 9         | 21        | Filippine     | 21.405 | 0             | 0        | 0               | 1               |
| 10        | 23        | Singapore     | 17.084 | 0             | 0        | 0               | 1               |
| 11        | 24        | Indonesia     | 16.871 | 0             | 0        | 0               | 1               |
| 12        | 25        | Myanmar       | 14.753 | 0             | 0        | 0               | 1               |
| Total     | Total     | Total         | Total  | 12            | 4        | 6               | 4               |
| Total     | Total     | Total         | Total  | 12            | 14       |                 |                 |
| Total     | Total     | Total         | Total  | 26            |          |                 |                 |

## Squadre Partecipanti

### Lista
I club sono ordinati in base al coefficiente AFC della federazione di appartenenza. Accanto ad ogni club è indicata la posizione in classifica nel rispettivo campionato.
| Fase a gironi   | Fase a gironi           | Fase a gironi             | Fase a gironi            |
| Ovest           | Ovest                   | Est                       | Est                      |
| --------------- | ----------------------- | ------------------------- | ------------------------ |
| Al-Ain (1º)     | Al-Duhail (1º)          | Jeonbuk Hyundai (1º)      | Kawasaki Frontale (1º)   |
| Al-Wahda (2º)   | Al-Sadd (2º)            | Daegu (CW)                | Urawa Reds (CW)          |
| Al-Wasl (3º)    | Persepolis (1º)         | Gyeongnam (2º)            | Sydney (1º)              |
| Al-Hilal (1º)   | Esteghlal (2º)          | Shanghai SIPG (1°)        | Melbourne Victory (4º)   |
| Al-Ittihad (CW) | Lokomotiv Tashkent (1º) | Beijing Guoan (CW)        | Buriram United (1º)      |
| Al-Ahli (2º)    | Al-Zawraa (1º)          | Guangzhou Evergrande (2°) | Johor Darul Ta'zim (1°)  |
| Play-off        |                         |                           |                          |
| Ovest           | Ovest                   | Est                       | Est                      |
| Al-Nasr (4º)    | Al-Rayyan (3º)          | Ulsan Hyundai (3º)        | Sanfrecce Hiroshima (2º) |
| Al-Nassr (3º)   | Al-Gharafa (4º)         | Shandong Luneng (3°)      | Kashima Antlers (3º)     |
| Secondo turno   |                         |                           |                          |
| Ovest           | Ovest                   | Est                       | Est                      |
| Zob Ahan (3º)   | Al-Quwa Al-Jawiya (2º)  | Newcastle Jets (2º)       | Kedah (2°)               |
| Saipa (4º)      | Istiklol (1º)           | Chiangrai United (CW)     | Kitchee (1º)             |
| AGMK (CW)       | Minerva Punjab (1º)     | Bangkok United (2º)       | Hà Noi (1º)              |
| Pakhtakor (2º)  |                         |                           |                          |
| Primo turno     |                         |                           |                          |
| Ovest           | Ovest                   | Est                       | Est                      |
| Al-Wehdat (1º)  | Al Kuwait Kaifan (1º)   | Ceres Negros (1º)         | Persija Jakarta (1º)     |
|                 |                         | Home United (2º)          | Yangon United (1º)       |

## Calendario
| Fase                         | Turno            | Data Sorteggio   | Andata            | Ritorno              |
| ---------------------------- | ---------------- | ---------------- | ----------------- | -------------------- |
| Fase preliminare             | Primo Turno      | Nessun sorteggio | 5 febbraio 2019   | 5 febbraio 2019      |
| Fase preliminare             | Secondo Turno    | Nessun sorteggio | 12 febbraio 2019  | 12 febbraio 2019     |
| Play-Off                     | Play-off         | Nessun sorteggio | 19 febbraio 2019  | 19 febbraio 2019     |
| Fase a Gironi                | Prima giornata   | 22 novembre 2018 | 4–6 marzo 2019    | 4–6 marzo 2019       |
| Fase a Gironi                | Seconda Giornata | 22 novembre 2018 | 11–13 marzo 2019  | 11–13 marzo 2019     |
| Fase a Gironi                | Terza Giornata   | 22 novembre 2018 | 8–10 aprile 2019  | 8–10 aprile 2019     |
| Fase a Gironi                | Quarta Giornata  | 22 novembre 2018 | 22–24 aprile 2019 | 22–24 aprile 2019    |
| Fase a Gironi                | Quinta Giornata  | 22 novembre 2018 | 6–8 maggio 2019   | 6–8 maggio 2019      |
| Fase a Gironi                | Sesta Giornata   | 22 novembre 2018 | 20–22 maggio 2019 | 20–22 maggio 2019    |
| Fase ad Eliminazione Diretta | Ottavi di Finale | 22 novembre 2018 | 17–19 giugno 2019 | 24–26 giugno 2019    |
| Fase ad Eliminazione Diretta | Quarti di Finale | TBA              | 26–28 agosto 2019 | 16–18 settembre 2019 |
| Fase ad Eliminazione Diretta | Semi-Finali      | TBA              | 1–2 ottobre 2019  | 22–23 ottobre 2019   |
| Fase ad Eliminazione Diretta | Finale           | TBA              | 9 novembre 2019   | 24 novembre 2019     |

## Fase preliminare
Nella fase a qualificazione, ogni incrocio è disputato in partita singola. I tempi supplementari e i calci di rigore sono usati per decidere il vincitore, se necessario. I vincitori di ogni incrocio dei play-off ottengono la qualificazione per la fase a gironi insieme alle 24 squadre qualificate automaticamente. Tutti i perdenti in ogni turno, che provengono da associazioni con un solo posto nei play-off entrano nella fase a gironi della Coppa dell'AFC 2019. 

### Primo turno preliminare
| Squadra 1        | Risultato        | Squadra 2        |
| Zona Occidentale | Zona Occidentale | Zona Occidentale |
| ---------------- | ---------------- | ---------------- |
| Al-Wehdat        | 2 - 3            | Al Kuwait Kaifan |
| Zona Orientale   |                  |                  |
| Ceres-Negros     | 1 - 2            | Yangon United    |
| Home United      | 1 - 3            | Persija Jakarta  |

### Secondo turno preliminare
| Squadra 1        | Risultato        | Squadra 2         |
| Zona Occidentale | Zona Occidentale | Zona Occidentale  |
| ---------------- | ---------------- | ----------------- |
| Pakhtakor        | 2 - 1            | Al-Quwa Al-Jawiya |
| AGMK             | 4 - 2            | Istiklol          |
| Saipa            | 4 - 0            | Minerva Punjab    |
| Zob Ahan         | 1 - 0 (dts)      | Al Kuwait Kaifan  |
| Zona Orientale   |                  |                   |
| Perak            | 1 - 1 (6-5 dtr)  | Kitchee           |
| Bangkok United   | 0 - 1            | Hà Nội            |
| Chiangrai United | 3 - 1            | Yangon United     |
| Newcastle Jets   | 3 - 1 (dts)      | Persija Jakarta   |

### Play-off
| Squadra 1           | Risultato        | Squadra 2        |
| Zona Occidentale    | Zona Occidentale | Zona Occidentale |
| ------------------- | ---------------- | ---------------- |
| Al-Nasr             | 1 - 2            | Pakhtakor        |
| Al-Nassr            | 4 - 0            | AGMK             |
| Al-Rayyan           | 3 - 1            | Saipa            |
| Al-Gharafa          | 2 - 3            | Zob Ahan         |
| Zona Orientale      |                  |                  |
| Ulsan Hyundai       | 5 - 1            | Perak            |
| Shandong Luneng     | 4 - 1            | Hà Nội           |
| Sanfrecce Hiroshima | 0 - 0 (4-3 dtr)  | Chiangrai United |
| Kashima Antlers     | 4 - 1            | Newcastle Jets   |

## Fase a gironi

### Girone A
| Squadra   | P.ti | G | V | P | S | GF | GS | DG  |
| --------- | ---- | - | - | - | - | -- | -- | --- |
| Zob Ahan  | 12   | 6 | 3 | 3 | 0 | 10 | 5  | +5  |
| Al-Nassr  | 10   | 6 | 3 | 1 | 2 | 11 | 7  | +4  |
| Al-Zawraa | 8    | 6 | 2 | 2 | 2 | 14 | 9  | +5  |
| Al-Wasl   | 3    | 6 | 1 | 0 | 5 | 4  | 18 | -14 |

| Squadra 1   | Risultato   | Squadra 2   |
| 1ª giornata | 1ª giornata | 1ª giornata |
| ----------- | ----------- | ----------- |
| Al-Wasl     | 1 - 0       | Al-Nassr    |
| Zob Ahan    | 0 - 0       | Al-Zawraa   |
| 2ª giornata |             |             |
| Al-Zawraa   | 5 - 0       | Al-Wasl     |
| Al-Nassr    | 2 - 3       | Zob Ahan    |
| 3ª giornata |             |             |
| Al-Wasl     | 1 - 3       | Zob Ahan    |
| Al-Nassr    | 4 - 1       | Al-Zawraa   |
| 4ª giornata |             |             |
| Al-Zawraa   | 1 - 2       | Al-Nassr    |
| Zob Ahan    | 2 - 0       | Al-Wasl     |
| 5ª giornata |             |             |
| Al-Nassr    | 3 - 1       | Al-Wasl     |
| Al-Zawraa   | 2 - 2       | Zob Ahan    |
| 6ª giornata |             |             |
| Al-Wasl     | 1 - 5       | Al-Zawraa   |
| Zob Ahan    | 0 - 0       | Al-Nassr    |

### Girone B
| Squadra            | P.ti | G | V | P | S | GF | GS | DG |
| ------------------ | ---- | - | - | - | - | -- | -- | -- |
| Al-Wahda           | 13   | 6 | 4 | 1 | 1 | 14 | 9  | +5 |
| Al-Ittihād         | 11   | 6 | 3 | 2 | 1 | 13 | 9  | +5 |
| Lokomotiv Tashkent | 7    | 6 | 2 | 1 | 3 | 10 | 11 | -1 |
| Al-Rayyan          | 3    | 6 | 1 | 0 | 5 | 9  | 17 | -8 |

| Squadra 1          | Risultato   | Squadra 2          |
| 1ª giornata        | 1ª giornata | 1ª giornata        |
| ------------------ | ----------- | ------------------ |
| Lokomotiv Tashkent | 2 - 0       | Al-Wahda           |
| Al-Ittihād         | 5 - 1       | Al-Rayyan          |
| 2ª giornata        |             |                    |
| Al-Wahda           | 4 - 1       | Al-Ittihād         |
| Al-Rayyan          | 2 - 1       | Lokomotiv Tashkent |
| 3ª giornata        |             |                    |
| Al-Rayyan          | 1 - 2       | Al-Wahda           |
| Al-Ittihād         | 3 - 2       | Lokomotiv Tashkent |
| 4ª giornata        |             |                    |
| Al-Wahda           | 4 - 3       | Al-Rayyan          |
| Lokomotiv Tashkent | 1 - 1       | Al-Ittihād         |
| 5ª giornata        |             |                    |
| Al-Rayyan          | 0 - 2       | Al-Ittihād         |
| Al-Wahda           | 3 - 1       | Lokomotiv Tashkent |
| 6ª giornata        |             |                    |
| Al-Ittihād         | 1 - 1       | Al-Wahda           |
| Lokomotiv Tashkent | 3 - 2       | Al-Rayyan          |

### Girone C
| Squadra   | P.ti | G | V | P | S | GF | GS | DG |
| --------- | ---- | - | - | - | - | -- | -- | -- |
| Al-Hilal  | 13   | 6 | 4 | 1 | 1 | 10 | 5  | +5 |
| Al-Duhail | 9    | 6 | 2 | 3 | 1 | 11 | 8  | +3 |
| Esteghlal | 8    | 6 | 2 | 2 | 2 | 6  | 8  | -2 |
| Al-Ain    | 2    | 6 | 0 | 2 | 4 | 4  | 10 | -6 |

| Squadra 1   | Risultato   | Squadra 2   |
| 1ª giornata | 1ª giornata | 1ª giornata |
| ----------- | ----------- | ----------- |
| Al-Duhail   | 3 - 0       | Esteghlal   |
| Al-Ain      | 0 - 1       | Al-Hilal    |
| 2ª giornata |             |             |
| Esteghlal   | 1 - 1       | Al-Ain      |
| Al-Hilal    | 3 - 1       | Al-Duhail   |
| 3ª giornata |             |             |
| Al-Duhail   | 2 - 2       | Al-Ain      |
| Esteghlal   | 2 - 1       | Al-Hilal    |
| 4ª giornata |             |             |
| Al-Hilal    | 1 - 0       | Esteghlal   |
| Al-Ain      | 0 - 2       | Al-Duhail   |
| 5ª giornata |             |             |
| Esteghlal   | 1 - 1       | Al-Duhail   |
| Al-Hilal    | 2 - 0       | Al-Ain      |
| 6ª giornata |             |             |
| Al-Duhail   | 2 - 2       | Al-Hilal    |
| Al-Ain      | 1 - 2       | Esteghlal   |

### Girone D
| Squadra    | P.ti | G | V | P | S | GF | GS | DG |
| ---------- | ---- | - | - | - | - | -- | -- | -- |
| Al-Sadd    | 10   | 6 | 3 | 1 | 2 | 7  | 8  | -1 |
| Al-Ahli    | 9    | 6 | 3 | 0 | 3 | 7  | 7  | 0  |
| Pakhtakor  | 8    | 6 | 2 | 2 | 2 | 7  | 7  | 0  |
| Persepolis | 7    | 6 | 2 | 1 | 3 | 6  | 5  | +1 |

| Squadra 1   | Risultato   | Squadra 2   |
| 1ª giornata | 1ª giornata | 1ª giornata |
| ----------- | ----------- | ----------- |
| Persepolis  | 1 - 1       | Pakhtakor   |
| Al-Ahli     | 2 - 0       | Al-Sadd     |
| 2ª giornata |             |             |
| Pakhtakor   | 1 - 0       | Al-Ahli     |
| Al-Sadd     | 1 - 0       | Persepolis  |
| 3ª giornata |             |             |
| Pakhtakor   | 2 - 2       | Al-Sadd     |
| Persepolis  | 2 - 0       | Al-Ahli     |
| 4ª giornata |             |             |
| Al-Sadd     | 2 - 1       | Pakhtakor   |
| Al-Ahli     | 2 - 1       | Persepolis  |
| 5ª giornata |             |             |
| Pakhtakor   | 1 - 0       | Persepolis  |
| Al-Sadd     | 2 - 1       | Al-Ahli     |
| 6ª giornata |             |             |
| Persepolis  | 2 - 0       | Al-Sadd     |
| Al-Ahli     | 2 - 1       | Pakhtakor   |

### Girone E
| Squadra            | P.ti | G | V | P | S | GF | GS | DG |
| ------------------ | ---- | - | - | - | - | -- | -- | -- |
| Shandong Luneng    | 11   | 6 | 3 | 2 | 1 | 10 | 8  | +2 |
| Kashima Antlers    | 10   | 6 | 3 | 1 | 2 | 9  | 8  | +1 |
| Gyeongnam          | 8    | 6 | 2 | 2 | 2 | 9  | 8  | +1 |
| Johor Darul Ta'zim | 4    | 6 | 1 | 1 | 4 | 4  | 8  | -4 |

| Squadra 1          | Risultato   | Squadra 2          |
| 1ª giornata        | 1ª giornata | 1ª giornata        |
| ------------------ | ----------- | ------------------ |
| Gyeongnam          | 2 - 2       | Shandong Luneng    |
| Kashima Antlers    | 2 - 1       | Johor Darul Ta'zim |
| 2ª giornata        |             |                    |
| Shandong Luneng    | 2 - 2       | Kashima Antlers    |
| Johor Darul Ta'zim | 1 - 1       | Gyeongnam          |
| 3ª giornata        |             |                    |
| Gyeongnam          | 2 - 3       | Kashima Antlers    |
| Shandong Luneng    | 2 - 1       | Johor Darul Ta'zim |
| 4ª giornata        |             |                    |
| Kashima Antlers    | 0 - 1       | Gyeongnam          |
| Johor Darul Ta'zim | 0 - 1       | Shandong Luneng    |
| 5ª giornata        |             |                    |
| Shandong Luneng    | 2 - 1       | Gyeongnam          |
| Johor Darul Ta'zim | 1 - 0       | Kashima Antlers    |
| 6ª giornata        |             |                    |
| Gyeongnam          | 2 - 0       | Johor Darul Ta'zim |
| Kashima Antlers    | 2 - 1       | Shandong Luneng    |

### Girone F
| Squadra              | P.ti | G | V | P | S | GF | GS | DG  |
| -------------------- | ---- | - | - | - | - | -- | -- | --- |
| Sanfrecce Hiroshima  | 15   | 6 | 5 | 0 | 1 | 9  | 4  | +5  |
| Guangzhou Evergrande | 10   | 6 | 3 | 1 | 2 | 9  | 5  | +4  |
| Daegu                | 9    | 6 | 3 | 0 | 3 | 10 | 6  | +4  |
| Melbourne Victory    | 1    | 6 | 0 | 1 | 5 | 4  | 17 | -13 |

| Squadra 1            | Risultato   | Squadra 2            |
| 1ª giornata          | 1ª giornata | 1ª giornata          |
| -------------------- | ----------- | -------------------- |
| Guangzhou Evergrande | 2 - 0       | Sanfrecce Hiroshima  |
| Melbourne Victory    | 1 - 3       | Daegu                |
| 2ª giornata          |             |                      |
| Sanfrecce Hiroshima  | 2 - 1       | Melbourne Victory    |
| Daegu                | 3 - 1       | Guangzhou Evergrande |
| 3ª giornata          |             |                      |
| Sanfrecce Hiroshima  | 2 - 0       | Daegu                |
| Guangzhou Evergrande | 4 - 0       | Melbourne Victory    |
| 4ª giornata          |             |                      |
| Melbourne Victory    | 1 - 1       | Guangzhou Evergrande |
| Daegu                | 0 - 1       | Sanfrecce Hiroshima  |
| 5ª giornata          |             |                      |
| Daegu                | 4 - 0       | Melbourne Victory    |
| Sanfrecce Hiroshima  | 1 - 0       | Guangzhou Evergrande |
| 6ª giornata          |             |                      |
| Guangzhou Evergrande | 1 - 0       | Daegu                |
| Melbourne Victory    | 1 - 3       | Sanfrecce Hiroshima  |

### Girone G
| Squadra                | P.ti | G | V | P | S | GF | GS | DG |
| ---------------------- | ---- | - | - | - | - | -- | -- | -- |
| Jeonbuk Hyundai Motors | 13   | 6 | 4 | 1 | 1 | 7  | 3  | +4 |
| Urawa Red Diamonds     | 10   | 6 | 3 | 1 | 2 | 9  | 4  | +5 |
| Beijing Guoan          | 7    | 6 | 2 | 1 | 3 | 6  | 8  | -2 |
| Buriram United         | 4    | 6 | 1 | 1 | 4 | 3  | 10 | -7 |

| Squadra 1              | Risultato   | Squadra 2              |
| 1ª giornata            | 1ª giornata | 1ª giornata            |
| ---------------------- | ----------- | ---------------------- |
| Urawa Red Diamonds     | 3 - 0       | Buriram United         |
| Jeonbuk Hyundai Motors | 3 - 1       | Beijing Guoan          |
| 2ª giornata            |             |                        |
| Buriram United         | 1 - 0       | Jeonbuk Hyundai Motors |
| Beijing Guoan          | 0 - 0       | Urawa Red Diamonds     |
| 3ª giornata            |             |                        |
| Urawa Red Diamonds     | 0 - 1       | Jeonbuk Hyundai Motors |
| Buriram United         | 1 - 3       | Beijing Guoan          |
| 4ª giornata            |             |                        |
| Jeonbuk Hyundai Motors | 2 - 1       | Urawa Red Diamonds     |
| Beijing Guoan          | 2 - 0       | Buriram United         |
| 5ª giornata            |             |                        |
| Buriram United         | 1 - 2       | Urawa Red Diamonds     |
| Beijing Guoan          | 0 - 1       | Jeonbuk Hyundai Motors |
| 6ª giornata            |             |                        |
| Urawa Red Diamonds     | 3 - 0       | Beijing Guoan          |
| Jeonbuk Hyundai Motors | 0 - 0       | Buriram United         |

### Girone H
| Squadra           | P.ti | G | V | P | S | GF | GS | DG |
| ----------------- | ---- | - | - | - | - | -- | -- | -- |
| Ulsan Hyundai     | 11   | 6 | 3 | 2 | 1 | 5  | 7  | -2 |
| Shanghai SIPG     | 9    | 6 | 2 | 3 | 1 | 13 | 8  | +5 |
| Kawasaki Frontale | 8    | 6 | 2 | 2 | 2 | 9  | 6  | +3 |
| Sydney FC         | 3    | 6 | 0 | 3 | 3 | 5  | 11 | -6 |

| Squadra 1         | Risultato   | Squadra 2         |
| 1ª giornata       | 1ª giornata | 1ª giornata       |
| ----------------- | ----------- | ----------------- |
| Sydney FC         | 0 - 0       | Ulsan Hyundai     |
| Shanghai SIPG     | 1 - 0       | Kawasaki Frontale |
| 2ª giornata       |             |                   |
| Ulsan Hyundai     | 1 - 0       | Shanghai SIPG     |
| Kawasaki Frontale | 1 - 0       | Sydney FC         |
| 3ª giornata       |             |                   |
| Sydney FC         | 3 - 3       | Shanghai SIPG     |
| Ulsan Hyundai     | 1 - 0       | Kawasaki Frontale |
| 4ª giornata       |             |                   |
| Kawasaki Frontale | 2 - 2       | Ulsan Hyundai     |
| Shanghai SIPG     | 2 - 2       | Sydney FC         |
| 5ª giornata       |             |                   |
| Kawasaki Frontale | 2 - 2       | Shanghai SIPG     |
| Ulsan Hyundai     | 1 - 0       | Sydney FC         |
| 6ª giornata       |             |                   |
| Sydney FC         | 0 - 4       | Kawasaki Frontale |
| Shanghai SIPG     | 5 - 0       | Ulsan Hyundai     |

## Fase a eliminazione diretta

### Ottavi di finale
| Squadra 1            | Totale           | Squadra 2              | Andata           | Ritorno          |
| Asia Occidentale     | Asia Occidentale | Asia Occidentale       | Asia Occidentale | Asia Occidentale |
| -------------------- | ---------------- | ---------------------- | ---------------- | ---------------- |
| Al-Nassr             | 4 - 3            | Al-Wahda               | 1 - 1            | 3 - 2            |
| Al-Ittihād           | 6 - 4            | Zob Ahan               | 2 - 1            | 4 - 3            |
| Al-Duhail            | 2 - 4            | Al-Sadd                | 1 - 1            | 1 - 3            |
| Al-Ahli              | 3 - 4            | Al-Hilal               | 2 - 4            | 1 - 0            |
| Asia Orientale       |                  |                        |                  |                  |
| Kashima Antlers      | 3 - 3 (gfc)      | Sanfrecce Hiroshima    | 1 - 0            | 2 - 3            |
| Guangzhou Evergrande | 4 - 4 (6-5 dtr)  | Shandong Luneng        | 2 - 1            | 2 - 3 (dts)      |
| Urawa Red Diamonds   | 4 - 2            | Ulsan Hyundai          | 1 - 2            | 3 - 0            |
| Shanghai SIPG        | 2 - 2 (5-3 dtr)  | Jeonbuk Hyundai Motors | 1 - 1            | 1 - 1            |

### Quarti di finale
| Squadra 1            | Totale           | Squadra 2          | Andata           | Ritorno          |
| Asia Occidentale     | Asia Occidentale | Asia Occidentale   | Asia Occidentale | Asia Occidentale |
| -------------------- | ---------------- | ------------------ | ---------------- | ---------------- |
| Al-Nassr             | 3 - 4            | Al-Sadd            | 2 - 1            | 1 - 3            |
| Al-Ittihād           | 1 - 3            | Al-Hilal           | 0 - 0            | 1 - 3            |
| Asia Orientale       |                  |                    |                  |                  |
| Shanghai SIPG        | 3 - 3 (gfc)      | Urawa Red Diamonds | 2 - 2            | 1 - 1            |
| Guangzhou Evergrande | 1 - 1 (gfc)      | Kashima Antlers    | 0 - 0            | 1 - 1            |

### Semifinali
| Squadra 1          | Totale           | Squadra 2            | Andata           | Ritorno          |
| Asia Occidentale   | Asia Occidentale | Asia Occidentale     | Asia Occidentale | Asia Occidentale |
| ------------------ | ---------------- | -------------------- | ---------------- | ---------------- |
| Al-Sadd            | 5 - 6            | Al-Hilal             | 1 - 4            | 4 - 2            |
| Asia Orientale     |                  |                      |                  |                  |
| Urawa Red Diamonds | 3 - 0            | Guangzhou Evergrande | 2 - 0            | 1 - 0            |

### Finale
| Squadra 1 | Totale | Squadra 2          | Andata | Ritorno |
| --------- | ------ | ------------------ | ------ | ------- |
| Al-Hilal  | 3 - 0  | Urawa Red Diamonds | 1 - 0  | 2 - 0   |

## Statistiche

### Classifica marcatori
Aggiornata al 24 novembre 2019.
| Gol |  |  | Giocatore       | Squadra          |
| --- |  |  | --------------- | ---------------- |
| 11  |  |  | Bafétimbi Gomis | Al-Hilal         |
| 9   |  |  | Leonardo        | Al-Wahda         |
| 8   |  |  | Shinzō Kōroki   | Urawa Reds       |
| 7   |  |  | Omar Al Soma    | Al-Ahli          |
| 6   |  |  | Alaa Abbas      | Al-Zawraa        |
| 6   |  |  | Giuliano        | Al-Nassr         |
| 6   |  |  | Hulk            | Shanghai Haigang |
| 6   |  |  | Graziano Pellè  | Shandong Taishan |